# Pier Gerlofs Donia

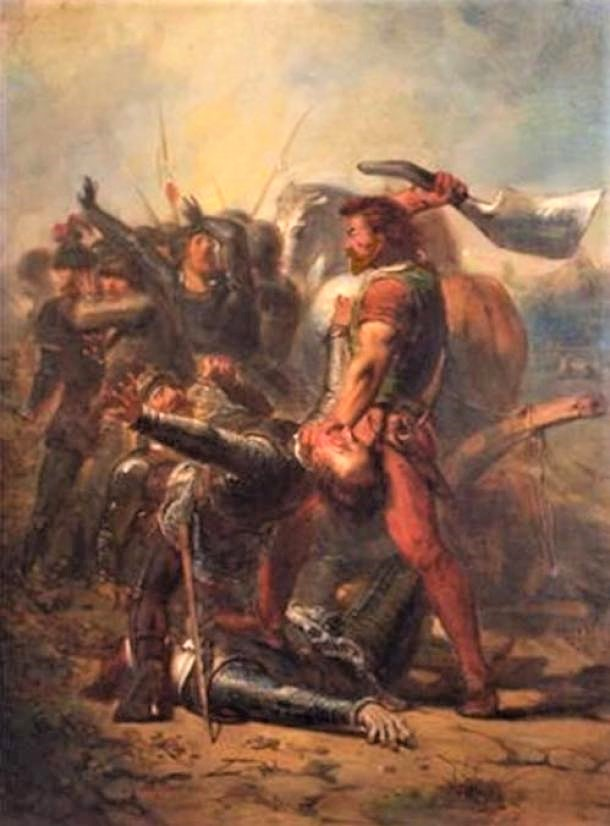
De dapperheid van Grote Pier, anno 1516, 19e-eeuws schilderij dat de strijd van Grote Pier verheerlijkt (Johannes Hinderikus Egenberger, olieverf op doek, Stadhuis Sneek)

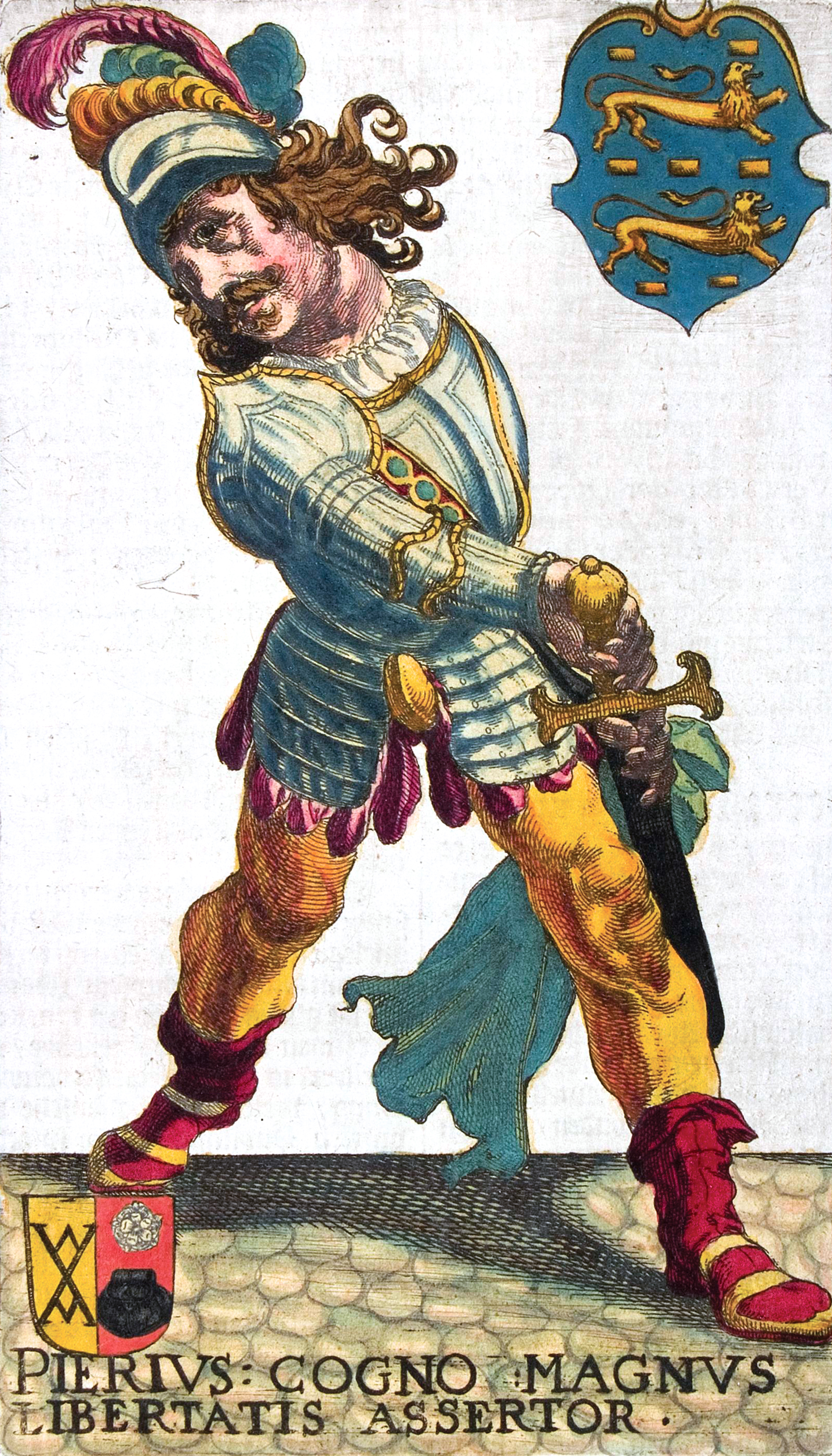
Illustratie in een boek uit 1622 van hoe Grote Pier eruit kan hebben gezien. Pier draagt hier echter een 17e-eeuws, in plaats van een 16e-eeuws kostuum. Let op de kullezak, die de mannelijkheid symboliseert. (Leeuwarden, Fries Museum)

Pier Gerlofs Donia, Grote Pier (Fries: Grutte Pier, in de spelling voor 1980 Greate Pier), (Kimswerd, ca. 1480 - Sneek, 28 oktober 1520) was een Friese krijgsheer, vrijheidsstrijder, kaper, zeerover en volksheld. Pier geniet de reputatie van een legendarische krijgheer en een belangrijk historisch personage uit de geschiedenis van Friesland en wordt daarom ook vermeld in de Canon van Friesland. In de sagen worden hem een reusachtige gestalte en een bovenmenselijke kracht toegeschreven. Pier en zijn neef Wijerd Jelckama waren volgens historische bronnen de aanvoerders van het rebellenleger de Arumer Zwarte Hoop (Gelderse Friezen) bij de Tweede Belegering van Medemblik in 1517. Feiten en fictie lopen in de literatuur over hem door elkaar.

## Levensloop
Pier Gerlofs Donia werd rond 1480 geboren. Zijn vader was een telg uit een boerengeslacht en zijn moeder was afkomstig uit de landadel.
Pier was boer te Kimswerd. Hij was getrouwd en had een zoon, Gerlof, en een dochter, Wobbel. In 1515 werd de boerderij van Pier Donia geplunderd en in brand gestoken door een groep Saksische huurlingen in dienst van het toen Habsburgse gezag. Ze doodden de vrouw van Pier, evenals vele dorpsgenoten en andere familieleden. Pier had zijn gehele bezit verloren en begon op te roepen tot een strijd tegen wat hij zag als een bezetter: Georg van Saksen, die toen de onder het bewind van Keizer Karel de Vijfde aangestelde gouverneur van Friesland was. Hij richtte te Arum een leger op, genaamd de Arumer Zwarte Hoop. Deze troepenmacht bestond voornamelijk uit arme boeren, verarmde edelen en anderen uit de lagere sociale en economische klassen. Later zouden vele Gelderse huurlingen zich bij hen voegen met als gevolg dat ze de bijnaam "Gelderse Friezen" kregen toebedeeld van hun vijanden, hetgeen zij als een geuzennaam gingen gebruiken. Hun opdrachtgever was de hertog van Gelre, Karel van Gelre.
Onder de leiding van Grote Pier opereerde de Arumer Zwarte Hoop tevens als een kapervloot op de Zuiderzee waar zij Hollandse schepen plunderden. Ook overvielen en plunderden zij plaatsen in het noorden van Holland, bijvoorbeeld Alkmaar. Menig kasteel werd daarbij gebrandschat en in puin achter gelaten.
Vermoedelijk is hij de oom van Wijerd Jelckama, die hem opvolgde als leider van de Arumer Zwarte Hoop na Piers dood in 1520, al is het mogelijk dat hij Pier al eerder opvolgde.
In de grootste zeeslag uit zijn loopbaan wist Pier 28 Hollandse schepen te kapen. De 500 bemanningsleden die levend in handen van de Friezen vielen, werden zonder pardon overboord geworpen. De Hollanders gaven Pier de bijnaam "Kruis der Hollanders", een naam die hijzelf maar al te graag gebruikte. Pier was een veelbesproken figuur en zelfs Erasmus heeft over hem geschreven, zij het in negatieve bewoordingen. De Friese krijgsheld ligt begraven in de Martinikerk van Sneek.

## Omschrijving
De 19e-eeuwse historicus Conrad Busken Huet schreef het volgende over Grutte Pier:

Hij was een boom van een kerel, donker van gelaat, breedgeschouderd, met een lange zwarte baard, van nature een ruw humorist, door de omstandigheden in een grote wreedaard herschapen. Uit persoonlijke wraak over bloedig onrecht, wat hem is aangedaan (in 1514) met het doden van bloedverwanten en de vernietiging van zijn eigendom, werd hij een vrijheidsstrijder.

Deze beschrijving stamt uit de geschriften van de monnik Peter van Thsabor. Deze auteur zelf omschrijft hem als een 'Grote swarte man met grote ogen' Het opvallende uiterlijk van Pier trok vaak de aandacht van zijn tijdgenoten. Zijn donkere gelaat en woeste uitstraling in combinatie met zijn "angstaanjagende donkere ogen, als kolen zo groot", joeg hen grote schrik aan, zowel op het slagveld als daarbuiten.
Met name wanneer Pier boos was, was hij naar verluidt erg angstaanjagend.

## Achtergrond (strijd)
Al in 1245 had Graaf van Holland, en koning van het Duitse rijk, Willem II zichzelf, als koning, de landsheerlijke rechten over het toen door een amalgaam van kleine heren bestuurde Friesland toe bedeeld. Holland heeft daarna Friesland diverse malen aangevallen om dit zichzelf toebedeelde recht te effectueren. Dat moest aanvankelijk altijd met een tocht over de Zuiderzee en een landing op de Friese zuidwestkust gebeuren. Bij de mislukte invasie van 1345 werd daarbij onder andere de handelsplaats Stavoren even bezet.

Aan het eind van 15e en het begin van de 16e eeuw probeerden ook de Bourgondiërs (onder anderen Karel de Stoute) en hun opvolgers de Habsburgers (keizer Maximiliaan I en zijn opvolger/kleinzoon keizer Karel V) hun (erf)grondgebied in de Nederlanden uit te breiden. Zij hadden reeds de Zuidelijke Nederlanden en Holland en Zeeland onder controle, maar trachtten ook de rest van dit gebied te veroveren. Dat leverde allereerst strijd op om de bezetting van de bisschopszetel van Utrecht, die ook ging over het wereldlijk gezag over het Sticht (Utrecht) en het Oversticht (Overijssel, Drenthe en Groningen). Daarna volgde de strijd om de inlijving van Gelre (Gelderland) en het min of meer “vrije” Friesland. Om de handel van de Friezen en de rijke Hanzesteden aan de IJssel (Gelre en Oversticht) te dwarsbomen werden aan de Hollandse en Zeeuwse koopvaarders door het in Brussel gevestigde Bourgondische en vanaf 1500 Habsburgse bestuur kaperbrieven uitgegeven. Te land werden van 1502 tot 1543 de over drie periodes gespreide Gelderse oorlogen uitgevochten tussen enerzijds de Habsburgers en anderzijds de Geldersen (onder aanvoering van o.a. Maarten van Rossum) en de Friezen. Gelre sloot daarbij een alliantie met de Franse koning, die in die tijd ook in oorlog was met de hem omringende Habsburgse macht (Spanje/Italië/Duitsland/Bourgondië/Nederlanden).

## Mythe
Omtrent zijn figuur is in ruim vijf eeuwen een uitgebreid arsenaal sagen ontstaan en het is moeilijk te zeggen wat hiervan op waarheid berust en wat niet. "Grote Pier" is bij uitstek ook een voorbeeld van hoe geschiedschrijving of volksoverlevering vanuit één kant een nuchtere (wetenschappelijke) historische kijk kunnen vertroebelen. In de in Nederland sterk overheersende “Hollandistische” beeldvorming van de geschiedenis wordt hij over het algemeen neergezet als een losbandige plunderaar en woesteling, een beeld dat bijvoorbeeld ook nadrukkelijk uit de beroemde televisieserie "Floris" uit 1969-1970 naar voren komt. In die serie wordt hij overigens Lange Pier genoemd. Van Friese kant wordt hij meer als een echte krijgsheer en held beschreven. Vanuit een algemeen Nederlands standpunt kan hij in ieder geval gezien worden als iemand die al op een vroeg moment in de 16e eeuw zich verzette tegen de vestiging van het Habsburgse gezag, zoals zo'n 50 jaar later de Hollandse en Zeeuwse Geuzen op eenzelfde wijze zouden doen.

### Sagen
Aan Pier wordt een reusachtige gestalte en een bovenmenselijke kracht toegeschreven (zie de anekdote aan het einde van dit artikel). Hij zou munten tussen duim en wijsvinger hebben kunnen buigen. Ook zou hij volgens de legende een paard van ongeveer 1000 toenmalige Trooise ponden (492 kg) op de schouders hebben genomen.
Bronnen schrijven hem veelal een lengte van zeven voet toe. Ervan uitgaande dat men hier over Friese voeten spreekt, staat dit, in moderne lengtematen uitgedrukt, gelijk aan 2 meter 8. Pier wordt ook gezien als bedenker van het sjibbolet "Bûter, brea en griene tsiis, wa't dat net sizze kin, is gjin oprjochte Fries" wat zoveel betekent als: "Boter, roggebrood en groene kaas, wie dat niet zeggen kan is geen oprechte (ware) Fries" (Uitspraak: voorbeeldⓘ). Hij zou dat hebben gebruikt om na te gaan of de opvarenden van schepen op de Zuiderzee wel Fries waren. Was dat niet het geval, dan zouden ze onverbiddelijk door Pier met zijn enorme zwaard onthoofd zijn en werd hun schip geplunderd. Volgens zijn Hollandse tegenstanders had hij tevens de gewoonte opgevat Hollandse opvarenden overboord te gooien.
Volgens de sage droegen Grutte Pier en zijn mannen de buit van de geplunderde schepen af aan hertog Karel van Gelre, die steun in de strijd tegen de Hollanders had toegezegd. Toen bleek dat Karel in 1517 zelf een machtspositie in Friesland probeerde te verwerven, was Pier zo teleurgesteld dat hij zich in 1518 uit de strijd terugtrok. Zijn laatste jaren bracht hij door in Sneek, waar hij op 28 oktober 1520 in zijn bed overleed. Hij werd in Sneek in de Grote Kerk begraven. De monnik Peter van Thabor, een stads- en tijdgenoot, schreef een necrologie, waarin beweerd wordt dat Pier zijn eigen dood voorspeld zou hebben. De graaf van Nychlenborch, zijn oude vijand, zou hem vlak voor zijn dood gevraagd hebben waar hij heen wilde. Pier zei toen: "Nae Myn Heer ta" - "naar mijn heer toe".

### Fivefal
De Grote Pier was een heel sterke kerel. Op een dag was hij aan het ploegen, het was een oude ploeg met een houten balk. Er kwamen vijf sterke mannen naar hem toe om met hem te vechten, omdat ze van hem hadden gehoord en wilden weten of hij echt wel zo sterk was. Dus vroegen ze aan de boer die aan het ploegen was, of hij wist waar Grote Pier woonde. De boer maakte het paard dat de ploeg trok los, pakte de ploeg bij het handvat, tilde deze op en wees ermee naar een boerderij. "Daar woont hij ...", zei hij. Daarna sloeg hij zichzelf op de borst en zei: "... en hier staat hij". De vijf sterke mannen waren zo verbaasd, dat Pier de ploegstok pakte en hen tegen de grond sloeg. Tegen iedere man zei hij: "Val" en daarom heet deze plek nog steeds: Fivefal (vijfval).

### Friese versie
Een Friese versie van het DOC Volksverhaal (Meertens Instituut) luidt:
Greate Pier wie in hiele sterke keardel. Op in kear wied er us oan 't ploeijen. Hy hie 't hynder foar de ploege spand. 't Wie noch in âlderwetske ploege mei in houten balke. Doe kom der in fremde man op him ta en dy frege: "Wite jo hwer't greate Pier wennet?" Doe sloech Pier it hynder foar de ploege wei. En hy naem de ploege yn 'e rjochterhân en tilde him in ein fan 'e groun en doe wiisde er mei de ploege op in hûs. En hy sei: "Sjoch, dêr wennet er." Mei de oare fûst sloech er himsels op it boarst en sei: "En hjir stiet er."
Een vergelijkbaar verhaal wordt in Groningen verteld van Dubbele Arend van Meden en in de Achterhoek van 'Starke Nicoloas'.

### Voorzegging
Al was Grote Pier van oorsprong een landman, zijn hart ging steeds meer uit naar de zee. Maar op een dag zei een waarzegster hem dat de zee zijn dood zou worden. Met pijn in zijn hart stopte Pier met zijn strijd op de Zuiderzee, en ging in Sneek wonen. Maar hij kon niet aarden in de stad; hij werd langzaam verteerd door zijn verlangen naar de zee, en drie jaar later stierf hij. De zee was toch zijn dood geworden.

### Zwaard
Ook zou Grutte Pier veldslagen domineren met zijn reusachtige zwaard. Dit stalen slagzwaard, waar recentelijk een exacte replica van is gemaakt, was 2,13 meter lang en woog 6,6 kilo. Volgens de overlevering kon hij met dit zwaard de hoofden van meerdere vijanden tegelijkertijd afhakken. De meeste andere strijders waren in theorie "slechts" in staat per slag één hoofd te scheiden van de romp. In de praktijk lag deze score waarschijnlijk nog lager en moesten minder getalenteerde strijders meerdere hakbewegingen maken alvorens het gewenste resultaat was bereikt. De hoge mate van efficiëntie die Grutte Pier tijdens veldslagen kon tentoonspreiden, verschafte hem een tactisch voordeel ten opzichte van zijn tegenstanders. Na Piers dood nam zijn neef Wijerd Jelckama het bevel over zijn troepen over en ook het zwaard van zijn oom kreeg Wijerd in zijn bezit. Dit vermeende zwaard van Grutte Pier hangt tegenwoordig (anno 2008) in het Fries Museum te Leeuwarden. Ook in de ontmoetingsruimte van Pier Stee, het dorpshuis in zijn geboortedorp Kimswerd hangt 'het enige echte zwaard van Greate Pier'. Zijn helm wordt bewaard in het stadhuis van Sneek.

In 2022 is het zwaard in opdracht van het Fries Museum uitgebreid onderzocht. Toen bleek dat het zwaard inderdaad uit de tijd van Grutte Pier stamt en ook daadwerkelijk gebruikt is. Het zwaard is zo groot en zwaar dat het alleen door een hele sterke kerel te hanteren was.

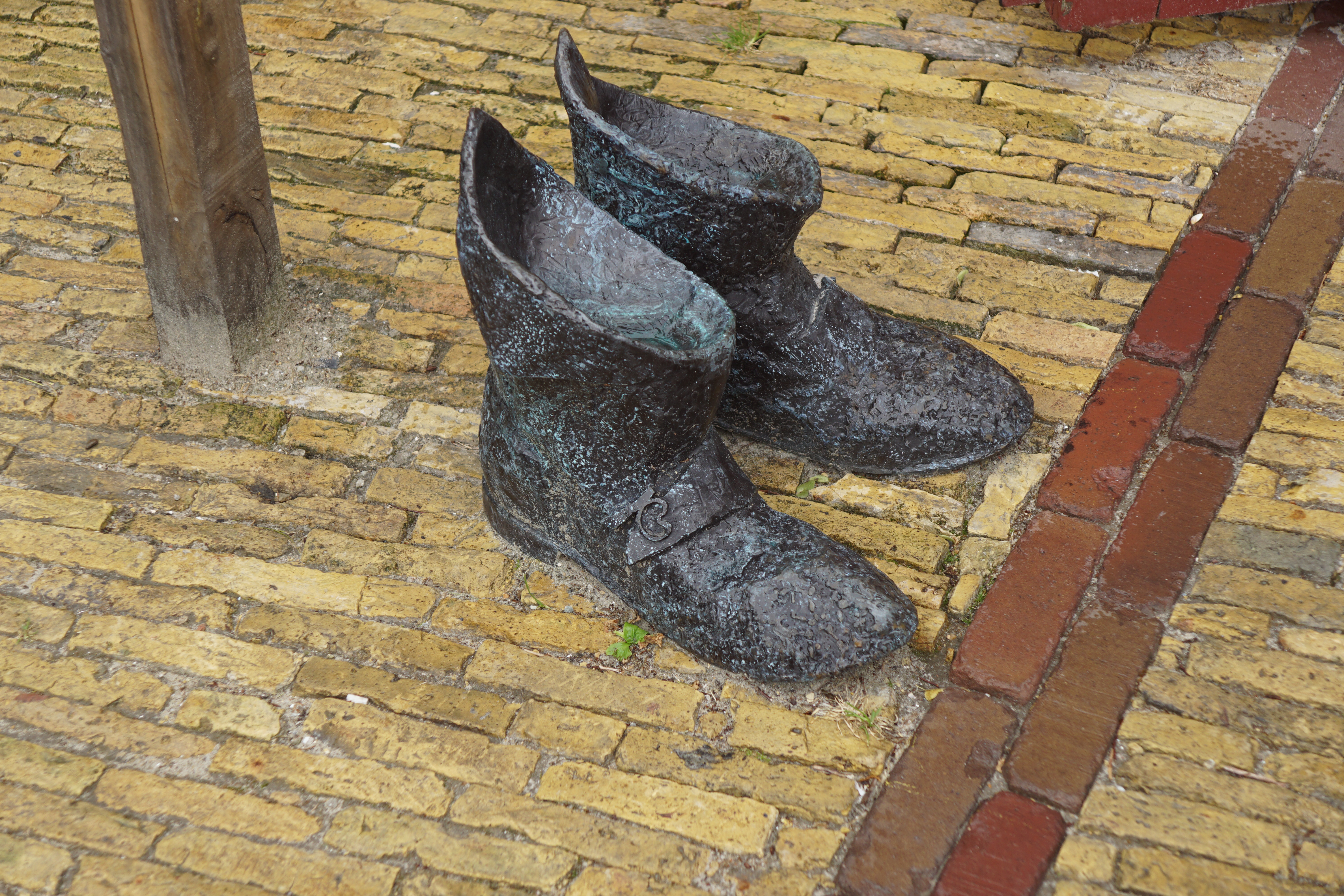
De laarzen van Grutte Pier werden volgens de overlevering door hem in het klompenhok van de Martinikerk in Sneek achtergelaten (kunstwerk door Hans Jouta, 2022)

## Trivia
- De politicus Gerrit Zalm is nazaat van Pier Gerlofs Donia.[9]
- Oktober 2011 werd in de kerk van Kimswerd de grafzerk van pastoor Johannes († 15 juni 1486) teruggevonden.[10] Johannes was pastoor in Kimswerd toen Pier geboren werd en hij zou Pier gedoopt kunnen hebben. Ook is de zerk gevonden van Sybrandt fan Bonga, familie van Piers moeder.[11]